# Cry To Me (álbum de Loleatta Holloway)
Cry to Me es el segundo álbum de estudio de la cantante estadounidense de R&B y Soul Loleatta Holloway, lanzado en 1975 a través del sello Aware.

## Posicionamiento en las Listas
El álbum alcanzó la posición #47 en las lista de álbumes de R&B de Estados Unidos. La canción que da título al álbum alcanzó el puesto #10 en la lista Billboard Hot Soul Singles y el #68 en la lista Billboard Hot 100. Otro sencillo "I Know Where You're Coming From", alcanzó el #69 en Billboard Hot Soul Singles. Se lanzaron 2 sencillos más  "H•e•l•p M•e M•y L•o•r•d" y "Casanova" los cuales no lograron entrar a la lista.

## Lista de Canciones
| Lado uno |                                   |          |  |
| N.º      | Título                            | Duración |  |
| 1.       | «Cry to Me»                       | 5:45     |  |
| 2.       | «I Know Where You're Coming From» | 3:19     |  |
| 3.       | «The Show Must Go On»             | 3:50     |  |
| 4.       | «The World Don't Owe You Nothing» | 3:10     |  |
| 5.       | «Just Be True to Me»              | 3:16     |  |

| Lado dos |                                  |          |  |
| N.º      | Título                           | Duración |  |
| 6.       | «Something About the Way I Feel» | 3:23     |  |
| 7.       | «I'll Be Gone»                   | 4:08     |  |
| 8.       | «I Can't Help Myself»            | 3:48     |  |
| 9.       | «Casanova»                       | 3:42     |  |
| 10.      | «H•e•l•p• M•e• M•y• L•o•r•d•»    | 2:48     |  |